# 燕侯憲
燕侯憲（えんこうけん、生没年不詳）は、燕の第4代君主。姓は姞、名は憲。諡号は不詳。